# Candido Portinari
Candido Portinari (Brodowski, 29 de diciembre de 1903 - Río de Janeiro, 6 de febrero de 1962) fue un pintor brasileño.
Portinari pintó más de cinco mil obras, desde pequeños esbozos y pinturas (como O Lavrador de Café) a gigantescos murales como los paneles Guerra y Paz, ubicados en la sede de la ONU en Nueva York. En diciembre del 2010, gracias a los esfuerzos de su hijo João Candido Portinari, estos murales regresaron a Brasil para su exhibición en el Teatro Municipal de Río de Janeiro.